# Melvin Steinberg
 Melvin A. Steinberg (* 4. Oktober 1933 in Baltimore, Maryland) ist ein US-amerikanischer Politiker. Zwischen 1987 und 1995 war er Vizegouverneur des Bundesstaates Maryland.

## Werdegang
Melvin Steinberg besuchte die öffentlichen Schulen seiner Heimat und studierte danach bis 1952 an der University of Baltimore. Nach einem anschließenden Jurastudium an derselben Universität und seiner 1955 erfolgten Zulassung als Rechtsanwalt begann er in diesem Beruf zu arbeiten. Zuvor diente er von 1955 bis 1957 in der US Navy. Politisch schloss er sich der Demokratischen Partei an. Zwischen 1967 und 1987 gehörte er dem Senat von Maryland an, dessen Präsident er seit 1983 war. Von 1975 bis 1978 war wer dort stellvertretender Vorsitzender des Justizausschusses; zwischen 1979 und 1982 leitete er den Finanzausschuss. Außerdem war er während seiner Zeit im Staatssenat Mitglied und stellvertretender Vorsitzender mehrerer anderer Ausschüsse.
1986 wurde Steinberg an der Seite von William Donald Schaefer zum Vizegouverneur von Maryland gewählt. Dieses Amt bekleidete er nach einer Wiederwahl zwischen 1987 und 1995. Dabei fungierte er als Stellvertreter des Gouverneurs. Außerdem war er Mitglied zahlreicher Ausschüsse und Vereinigungen. Mit Gouverneur Schaefer kam es gelegentlich zu persönlichen und politischen Differenzen. Im Jahr 1994 bewarb er sich erfolglos um die Nominierung seiner Partei für das Amt des Gouverneurs. Danach war er als Lobbyist tätig.